# Tsugitani Shozo
Tsugitani Shozo (sinh ngày 25 tháng 6 năm 1940) là một cầu thủ bóng đá người Nhật Bản.

## Đội tuyển bóng đá quốc gia Nhật Bản
Tsugitani Shozo thi đấu cho đội tuyển bóng đá quốc gia Nhật Bản từ năm 1961 đến 1965.

## Thống kê sự nghiệp
| Đội tuyển bóng đá Nhật Bản | Đội tuyển bóng đá Nhật Bản | Đội tuyển bóng đá Nhật Bản |
| Năm                        | Trận                       | Bàn                        |
| -------------------------- | -------------------------- | -------------------------- |
| 1961                       | 2                          | 0                          |
| 1962                       | 2                          | 0                          |
| 1963                       | 5                          | 4                          |
| 1964                       | 1                          | 0                          |
| 1965                       | 2                          | 0                          |
| Tổng cộng                  | 12                         | 4                          |